# Torneio de Amsterdã de 1984
O Torneio de Amsterdã de 1984 foi a décima edição do Torneio de Amsterdã, competição amistosa disputada por 4 times de diferentes países. As equipes desta edição foram: Ajax, Atlético-MG, Feyenoord e Seleção Romena. O Atlético-MG sagrou-se campeão.

## Jogos

### Semi-finais
| 24 de agosto 1984 | Atlético-MG                     | 3 – 2 | Feyenoord                   | Estádio Olímpico, Amsterdam |
|                   | Reinaldo 29' · Everton 56', 68' |       | Petursson 22' · Houtman 69' |                             |

| 24 de agosto 1984 | Ajax      | 1 – 0 | Seleção Romena | Estádio Olímpico, Amsterdam |
|                   | Boeve 90' |       |                |                             |

### Disputa do 3º lugar
| 26 de agosto 1984 | Feyenoord                                  | 3 – 1 | Seleção Romena | Estádio Olímpico, Amsterdam |
|                   | Houtman 24' · Petursson 51' · Hoekstra 53' |       | Coras 27'      |                             |

### Final
| 26 de agosto 1984 | Atlético-MG               | 2 – 2 | Ajax                        | Estádio Olímpico, Amsterdam |
|                   | Everton 61', Edivaldo 65' |       | Van Basten 17' · Koeman 52' |                             |

- O Atlético-MG venceu nos pênaltis.